# نام جی هیون (بازیگر، زاده ۱۹۹۰)
نام جی هیون (کره‌ای: 남지현؛ زادهٔ در ۹ ژانویه ۱۹۹۰) که قبلاً با نام سون جی هیون (손지현) شناخته می‌شد، بازیگر و خواننده اهل کره جنوبی است. او بیشتر به عنوان لیدر سابق و وکالیست گروه دخترانهٔ کره‌ای دیسبند شدهٔ ۴مینیت شناخته می‌شود.